# 浣纱记
《浣纱记》改编自明代传奇《吴越春秋》，由戏曲作家梁辰鱼加入昆曲唱腔加以演绎而名声大噪。现今'京剧、豫剧与昆曲当中均有相关唱段，但仍以昆曲所做最得其情致。
昆曲《浣纱记》全剧共四十五出，延续《吴越春秋》的故事主线，借中国春秋时期吴、越两个诸侯国争霸的故事表达了对“天下大势，合久必分，分久必合”这一历史规律的深沉思考。此剧缺点在于结构冗长，然而西施形象刻画得较为饱满，人物性格鲜明，并且第一次成功地把水磨调用于舞台，并开拓了昆山腔传奇借助生旦爱情抒发兴亡之感的创作领域。此外，《浣纱记》唱词优美抒情，昆曲音乐与剧情结合自然，大大加强了演出效果。随着昆曲《浣纱记》的上演，其中一些精彩的唱段比如《寄子》和《游湖》成了社会上流行的音乐。所以说，梁辰鱼一部《浣纱记》推动了昆曲的发展，对之后的曲目创作，如清代洪升的《长生殿》和孔尚任的《桃花扇》有一定的影响。明以后在戏曲舞台上演出的西施故事多源于此剧。

## 剧情
《浣纱记》演吴越攻伐之事，自范蠡和西施溪边互订婚约开始，而以范蠡偕西施傲游五湖为终结。作者为明昆山人梁辰鱼，其人精通音律，与魏良辅合作改进昆腔，引进《吴越春秋》传奇而做《浣纱记》昆剧。此時南曲經魏良輔改良崑山腔之後，蔚為風潮。《浣纱记》剧作结构完整，故事曲折，人物性格鲜明，唱词优美抒情，以昆腔演出大为成功，风行一时，奠定了昆腔独霸剧坛的基础。剧情为春秋时期吴王夫差在相国伍员的支援下兴兵伐越欲报父仇，将越王勾践困于会稽山。勾践采纳大夫范蠡计谋，厚礼卑词吴王称臣，并携妻子大臣赴吴服役。勾践在吴三年，敝衣劳作，曲意事关。吴王不听伍员劝谏赦勾践还乡。越王卧薪尝胆，伺机复仇雪耻。范蠡举荐未婚妻西施使用美人计，分别时西施与范蠡把当年定情物溪纱各留一半，互嘱毋忘。吴王为色所迷，不顾伍员反对，恣意荒淫。越国此时兵精粮足，又阴施计谋使吴年荒粮尽并出师伐齐，越乘机侵吴，使吴大败，范蠡与西施功成身退，自此泛舟西湖，不问世事。

## 其他昆曲经典曲目
- 牡丹亭
- 长生殿
- 十五貫
- 琵琶記
- 繡襦記
- 玉簪記
- 西樓記
- 南西厢記
- 寶劍記
- 鳳凰山
- 紅梨記
- 艷雲亭
- 金雀記
- 桃花扇
- 烂柯山
- 墙头马上